# 海軍特別志願兵制度
海軍特別志願兵制度是大日本帝國在台灣、朝鮮自1943年8月實施的海軍募兵制度，直到1945年8月終戰時廢止。

## 簡介
1943年7月27，大日本帝國政府公告《海軍特別志願兵令》，宣佈在臺灣及朝鮮同時實施「海軍特別志願兵制度」，並在同年8月1日實施。海軍特別志願兵徵召的條件與大日本帝國陸軍特別志願兵類似，提出申請書後，除接受身體檢查、學力測驗（考國語、國史、算數）外，還需接受口試，以觀察申請者的思想、態度、語言能力等。合格後，進入海軍兵志願者訓練所接受為期六個月的基本軍事訓練，再接受三個月完整的海軍專業訓練後，依其體能、智力、技能及教育程度，分配至海軍擔任不同的兵種。在臺灣方面，第一期生募集時，有316,097人申請了名額只有1,000名的訓練生徒。為了訓練海軍志願兵，在釜山的鎮海警備府、高雄警備府所在地設置了「海軍兵志願者訓練所」，然而因戰事急迫，訓練所在隔年1944年8月1日即被廢止，志願兵在經招募後直接至海兵團受訓，此亦代表在學校的軍事訓練已有成效。
雖然朝鮮在1942年、台灣在1944年實施徵兵制，但海軍特別志願兵制度未因徵兵制的施行而廢除。至1945年8月戰爭結束為止，在臺灣共徵集了六期，第一期招募1,000人，其餘五期各招募2,000人，合計約1萬1千人。除少數第一、二期生被派往菲律賓、新加坡、日本等地外，其餘多數人均在臺灣從事本島防衛，並支援特攻作戰之後勤工作。